# 7월 27일
7월 27일은 그레고리력으로 208번째(윤년일 경우 209번째) 날에 해당한다.

## 사건
- 1794년 - 파리에서 테르미도르의 반동이 일어남.
- 1921년 - 캐나다의 외과의사 프레더릭 밴팅과 그의 연구 조수인 의과대학생 찰스 베스트가 인슐린의 분리에 성공하다.
- 1929년 - 전쟁 포로의 대우에 관한 협약인 제네바 협약이 맺어지다.
- 1949년 - 최초의 상업용 제트여객기 코멧이 비행을 하다.
- 1953년 - 판문점에서 한국 전쟁의 정전 협정이 체결(발효는 오후 10시).
- 1955년 - 오스트리아가 오스트리아 국가 조약이 발효되어 주권을 찾다.
- 1972년 - 미국의 전천후 고기동 4세대 전술전투기 F-15 이글이 첫비행에 성공하다.
- 1989년 - 대한항공 803편 추락 사고가 발생되었다.
- 1990년 - 벨라루스, 소비에트 연방으로부터 독립.
- 2005년 - 제주도에서 주민투표로 혁신안이 선택됨.
- 2011년
  - 서울특별시 서초구 우면산에서 산사태가 발생하여 인근 주민 16명이 사망하였고, 한국교육방송공사 역시 방송 송출에 어려움을 겪었음. (2011년 7월 한국 중부 집중호우)
  - 춘천 산사태 사건 발생으로 인하대학교 아이디어 뱅크 학생 13명 사망, 20여명 부상 당함.
- 2014년 - 울산 삼산동 묻지마 살인 사건 발생.

## 문화
- 1913년 - 이탈리아의 축구 클럽 파르마 FC 창단.
- 1940년 - 워너 브라더스의 캐릭터 벅스 버니가 공식적으로 등장하다.
- 1993년 - 윈도우 NT 3.1이 출시되었다.
- 1995년 - 규슈 자동차도가 개통되었다.
- 2001년 - 마이하마 리조트 라인 디즈니 리조트 라인이 개통되었다.
- 2010년 - 블리자드 엔터테인먼트에서 스타크래프트 2를 출시함(대한민국과 중화민국에서는 스타크래프트 2의 오픈베타가 시작한 날).
- 2012년 - 2012년 하계 올림픽이 개막되었다.
- 2020년
  - SK텔레콤의 2세대 이동 통신 서비스가 완전히 종료되었다.
  - 웹툰인 마음의소리가 완결되었다.

## 탄생
- 1499년 - 조선의 제14대 선조의 조모 창빈 안씨. (~1549년)
- 1768년 - 프랑스의 정치인, 미술가 샤를로트 코르데. (~1793년)
- 1824년 - 프랑스의 소설가 알렉상드르 뒤마 피스. (~1895년)
- 1871년 - 독일의 수학자 에른스트 체르멜로. (~1953년)
- 1881년 - 독일의 화학자 한스 피셔. (~1945년)
- 1888년 - 독일의 황제 오스카어 폰 프로이센 왕자. (~1958년)
- 1904년 - 폴란드의 경제학자 오스카르 랑게. (~1965년)
- 1916년
  - 대한민국의 화가 이봉상. (~1970년)
  - 일본의 야구 선수 쓰루오카 가즈토. (~2000년)
- 1922년 - 대한민국의 영화 감독 최훈. (~2005년)
- 1929년 - 영국의 소설가 잭 히긴스. (~2022년)
- 1942년 - 대한민국의 배우 김민자.
- 1946년
  - 대한민국의 언론인, 기업인, 사회기관단체인, 화가 이긍희.
  - 크로아티아의 배우 라데 셰르베지야.
- 1948년
  - 스웨덴의 의사, 통계학자 한스 로슬링. (~2017년)
  - 대한민국의 배우 출신 방송인, 저술가 김린.
- 1950년 - 대한민국의 성우 이인성.
- 1952년 - 미국의 펜싱 선수 피터 웨스트브룩(~2024년).
- 1953년
  - 대한민국의 언론 출신 정치인 정동영.
  - 대한민국의 정치인 권재진. (~2020년)
- 1955년 - 대한민국의 정치인 안효대.
- 1956년 - 대한민국의 전직 아나운서, 방송인 손석희.
- 1957년
  - 대한민국의 천문학자 박석재.
  - 미국의 배우 빌 잉그볼.
- 1958년 - 대한민국의 아나운서 정미홍. (~2018년)
- 1959년 - 대한민국의 바둑 기사 김기헌.
- 1960년 - 대한민국의 의원 조성혜.
- 1961년
  - 대한민국의 전 야구 선수, 야구 코치, 지도자 최일언.
  - 미국의 레슬링 선수 윌리엄 셰어.
- 1962년 - 대한민국의 성우 함수정.
- 1963년 - 중화권의 배우 견자단.
- 1965년
  - 대한민국의 공무원 정승일.
  - 파라과이의 전 축구 선수 호세 루이스 칠라베르트.
- 1966년
  - 대한민국의 성우 최덕희.
  - 대한민국의 정치인 강성국.
- 1968년
  - 오스트레일리아 태생 미국의 배우 줄리언 맥마흔. (~2025년)
  - 뉴질랜드의 배우 클리프 커티스.
  - 러시아의 펜싱 선수 율리야 가라예바.
- 1969년 - 미국의 프로 레슬링 선수 트리플 H.
- 1970년
  - 네덜란드의 필드 하키 선수 스테판 페인.
  - 덴마크의 배우 니콜라이 코스테르발다우.
- 1971년 - 대한민국의 전라남도의회 의원 정옥임.
- 1972년
  - 미국의 희극인, 배우 마야 루돌프.
  - 대한민국의 배우 김정영.
  - 대한민국의 가수 피터펀.
- 1973년 - 대한민국의 전 야구 선수, 현 야구 코치 박종호.
- 1974년 - 대한민국의 애니메이터 조문홍.
- 1975년
  - 미국의 야구 선수 앨릭스 로드리게스 (뉴욕 양키스).
  - 대한민국의 전 농구 선수, 농구 해설위원 현주엽.
  - 대한민국의 축구 선수 김동우.
- 1976년
  - 미국의 배우 라이언 미셸 배세이.
  - 영국의 연구자 데미스 허사비스.
- 1977년 - 아일랜드의 배우 조너선 리스 마이어스.
- 1980년 - 도미니카 공화국의 야구 선수 펠릭스 디아스.
- 1981년
  - 중화인민공화국의 체조 선수 리샤오펑.
  - 몬테네그로의 축구 선수 데얀 다먀노비치.
  - 미국의 영화 감독 윌리엄 와일러.
- 1982년
  - 대한민국의 아나운서 박지현.
  - 대한민국의 방송인 남창희.
  - 대한민국의 배우 김근현.
  - 대한민국의 전 배구 선수 하경민.
  - 대한민국의 배우 이정준.
- 1983년
  - 대한민국의 배우, 모델 최여진.
  - 마케도니아의 축구 선수 고란 판데프.
  - 알바니아의 축구 선수 로리크 차나.
  - 대한민국의 야구 선수 조동찬.
  - 일본의 전 축구 선수 다카하시 슈타.
- 1984년 - 일본의 프로 야구 선수 니시오카 쓰요시.
- 1985년
  - 대한민국의 가수 리치.
  - 대한민국의 전직 스타크래프트 프로게이머 김원기.
- 1986년 - 대한민국의 가수 스테이.
- 1987년
  - 슬로바키아의 축구 선수 마레크 함시크.
  - 대한민국의 트로트 가수 고아리.
- 1988년 - 대한민국의 배우 홍지희.
- 1989년 - 캐나디의 성우 겸 배우 샬럿 아널드.
- 1990년
  - 대한민국의 레이싱 모델 김초롱.
  - 대한민국의 배우 윤진이.
  - 대한민국의 래퍼 키디비.
- 1991년
  - 일본의 가수 마츠이 레나 (SKE48).
  - 대한민국의 배우 조윤우.
  - 일본의 만화가 하루바 네기.
  - 대한민국의 배우 주종혁.
  - 대한민국의 배우 이태경.
- 1992년
  - 일본의 축구 선수 호시 유지.
  - 일본의 축구 선수 시바타 하나에.
  - 캐나다의 래퍼, 가수, 음반 제작자 토리 레인즈.
- 1993년 - 대한민국의 배우 박규영.
- 1994년
  - 대한민국의 가수 현성.
  - 조선민주주의인민공화국의 스키 선수 강성일.
- 1995년 - 대한민국의 아나운서 김민정.
- 1997년
  - 일본의 배우 타케다 레나.
  - 아제르바이잔의 유도 선수 히다얘트 헤이대로프.
- 1998년 - 대한민국의 축구 선수 박민수.
- 1999년 - 미국의 펜싱 선수 닉 잇킨.
- 2000년 - 미국의 배우 서배너 리 스미스.
- 2001년
  - 대한민국의 배우 신기준.
  - 대한민국의 야구 선수 박정현.
- 2002년 - 대한민국의 가수, 드럼 연주가 김은찬.
- 2003년 - 대한민국의 리그 오브 레전드 프로게이머 클로저.
- 2004년 - 대한민국, 미국의 가수 휴닝바히에.

### 미상
- 대한민국의 가수 영덕. (소심한 오빠들)
- 대한민국의 가수, 뮤지컬 배우 이시온.

## 사망
- 1675년 - 프랑스 루이 14세 시대의 저명한 프랑스 군인 앙리 드 라 투르 도베르뉴. (1611년~)
- 1687년 - 조선 후기의 문신, 논객 홍우원. (1605년~)
- 1844년 - 영국의 과학자, 물리학자 존 돌턴. (1766년~)
- 1853년 - 일본 에도 막부의 제12대 쇼군 도쿠가와 이에요시. (1793년~)
- 1914년 - 대한민국의 국어학자 주시경. (1876년~)
- 1972년 - 오스트리아의 정치인, 언론인, 철학자 리하르트 니콜라우스 폰 코우덴호페칼레르기. (1894년~)
- 1980년 - 이란의 황제 모하마드 레자 팔라비. (1919년~)
- 1981년 - 미국의 영화 감독 윌리엄 와일러. (1902년~)
- 1984년
  - 잉글랜드의 배우 제임스 메이슨. (1909년~)
  - 모딜리아니의 딸 잔 모딜리아니. (1918년~)
- 1991년 - 프랑스의 스케이팅 선수 피에르 브뤼네. (1902년~)
- 2003년 - 미국의 희극인 밥 호프. (1903년~)
- 2009년 - 대한민국의 재향군인회 회장 박세직. (1933년~)
- 2011년 - 일본의 야구 선수 이라부 히데키. (1969년~)
- 2015년 - 인도의 제11대 대통령 압둘 칼람. (1931년~)
- 2017년 - 미국의 배우 샘 셰퍼드. (1943년~)
- 2018년 - 러시아의 작가 블라디미르 보이노비치. (1932년~)
- 2019년 - 미국의 물리학자 존 로버트 슈리퍼. (1931년~)
- 2022년
  - 대한민국의 독립운동가 승병일. (1926년~)
  - 미국의 신학자 로널드 사이더. (1939년~)
  - 미국의 영화배우 메리 앨리스. (1936년~)
  - 영국의 영화배우 버나드 크리빈스. (1928년~)
- 2023년 - 대한민국의 아나운서, 스포츠 캐스터 서기원. (1937년~)
- 2024년
  - 독일의 작곡가 볼프강 림. (1952년~)
  - 아일랜드의 작가, 소설가 에드나 오브라이언. (1930년~)
- 2025년
  - 독일의 테러리스트 호르스트 말러. (1936년~)
  - 대한민국의 정치인 한호선. (1936년~)

## 기념일
- 정전협정 조인일: 대한민국
- 유엔군 참전의 날
- 순국선열과 상이군인의 날: 베트남
- 잠꾸러기의 날: 핀란드
- 조국해방전쟁 승리 기념일: 조선민주주의인민공화국

## 같이 보기
- 전날: 7월 26일 다음날: 7월 28일 - 전달: 6월 27일 다음달: 8월 27일
- 음력: 7월 27일
- 모두 보기